# 비단털여새류
비단털여새류(silky-flycatchers)는 참새목의 작은 과 비단털여새과(Ptilogonatidae)에 속하는 조류의 총칭이다. 3개 속에 4종만으로 이루어져 있다. 이전에는 검은깃여새사촌과 다른 여새류와 함께 여새과(Bombycillidae)로 분류했지만, 시블리-몬로 목록(Sibley-Monroe checklist)에 별도의 과로 등록되었다. 영어 명칭(silky-flycatchers)에 "딱새"(flycatchers)라는 이름이 들어가 있지만, 딱새류(Old World flycatchers, 딱새과)와 산적딱새류(tyrant flycatcher, 산적딱새과)와는 관련이 없다.

## 하위 종
- 노랑비단털여새속 (Phainoptila)
  - 노랑비단털여새 (Phainoptila melanoxantha)
- 비단털여새속 (Ptilogonys)
  - 회색비단털여새 (Ptilogonys cinereus)
  - 긴꼬리비단털여새 (Ptilogonys caudatus)
- Phainopepla
  - 비단털여새 (Phainopepla nitens)